# Grillkamin

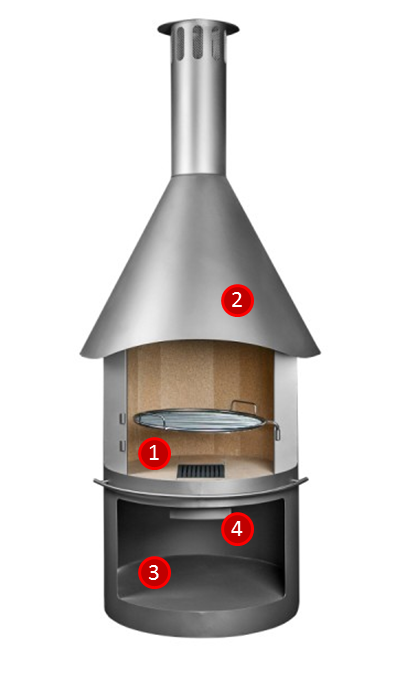
Aufbau eines Grillkamins aus Edelstahl

Ein Grillkamin (auch: Kamingrill) ist ein witterungsbeständiger Grill aus Beton, Mauerwerk oder Metall, der den Kamineffekt zum Grillen nutzt.

## Aufbau
Grillkamine bestehen im Wesentlichen aus vier Bauteilen (Nummerierung siehe Abbildung rechts): einer teilweise umschlossenen Feuerkammer (1), einem Rauchfang (2) (meist mit Schornstein oder Ofenrohr), einem Aschekasten (4) und einem Unterbau (3), der bei einigen Grillkaminen für die Lagerung von Brennholz und Holzkohle geeignet ist. Zwischen Feuerkammer und Unterbau ist bei manchen mobilen Modellen eine Tischplatte für das Abstellen von Grillgut vorgebaut. Für sicheren Stand haben Grillkamine aus Metall oft eine massive Bodenplatte, manche Kamine aus Beton oder Mauerwerk haben ein Fundament.

## Arten
Grillkamine werden entweder aus Stein oder aus Metall (zum Beispiel Edelstahl oder Gusseisen) gefertigt. Kombinierte Modelle, bei denen Unterbau und Feuerkammer aus Stein bestehen und ein Rauchfang aus Metall zum Einsatz kommt, stellen einen Sonderfall dar. Während massive Grillkamine aus Stein auf der Terrasse oder im Garten meist fest vermauert werden, gibt es mobile Varianten aus Metall, deren Unterbau mit Rollen ausgestattet ist.

## Funktionsweise
Der Grillkamin ermöglicht ein direktes Grillen. Über Lüftungsöffnungen zwischen Unterbau und Brennkammer wird die Glut stetig mit Zuluft versorgt. Durch den Kamineffekt steigen Rauch und erhitzte Luft nach oben und werden über den Rauchfang abgeführt.

## Bilder

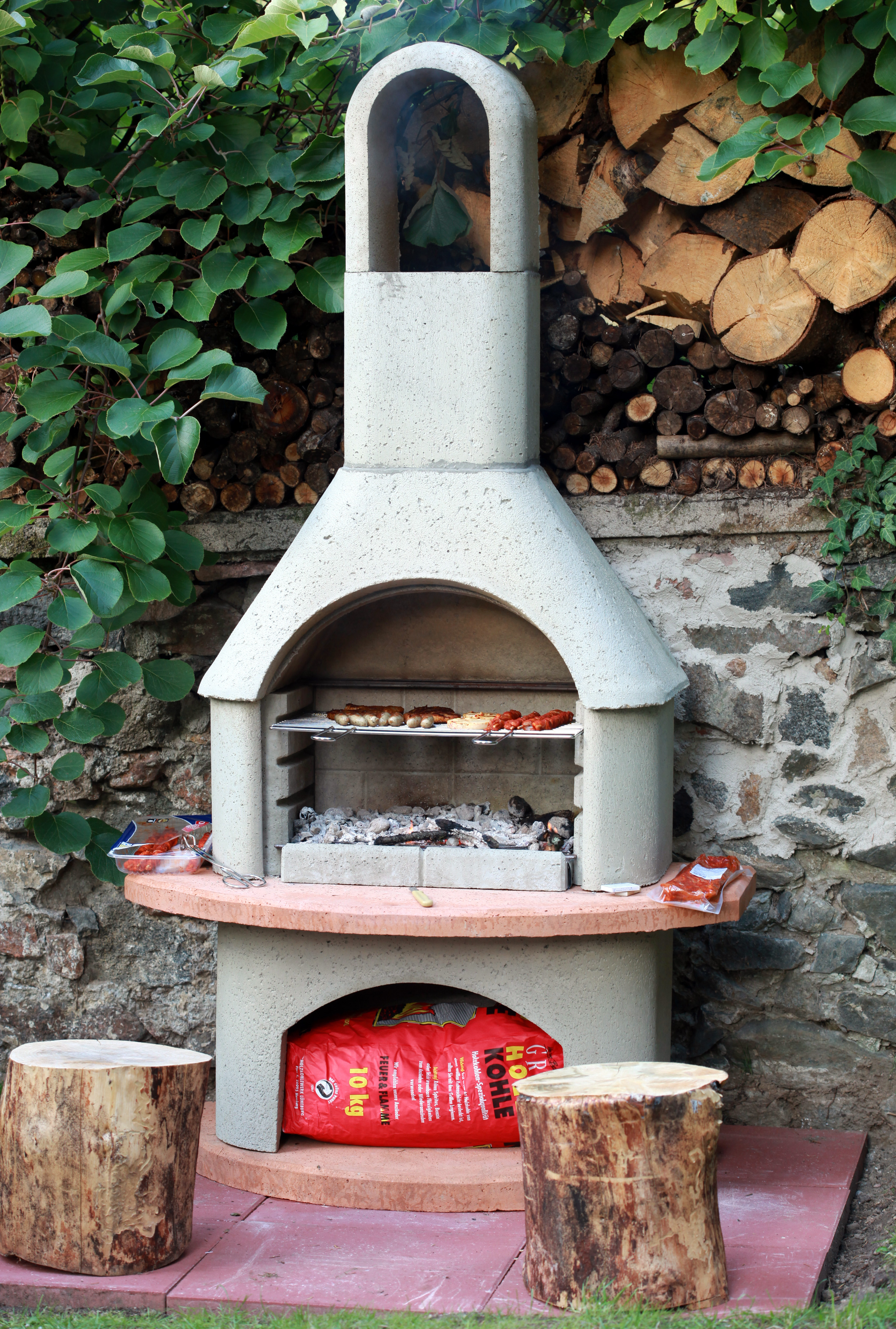
Grillkamin aus Beton
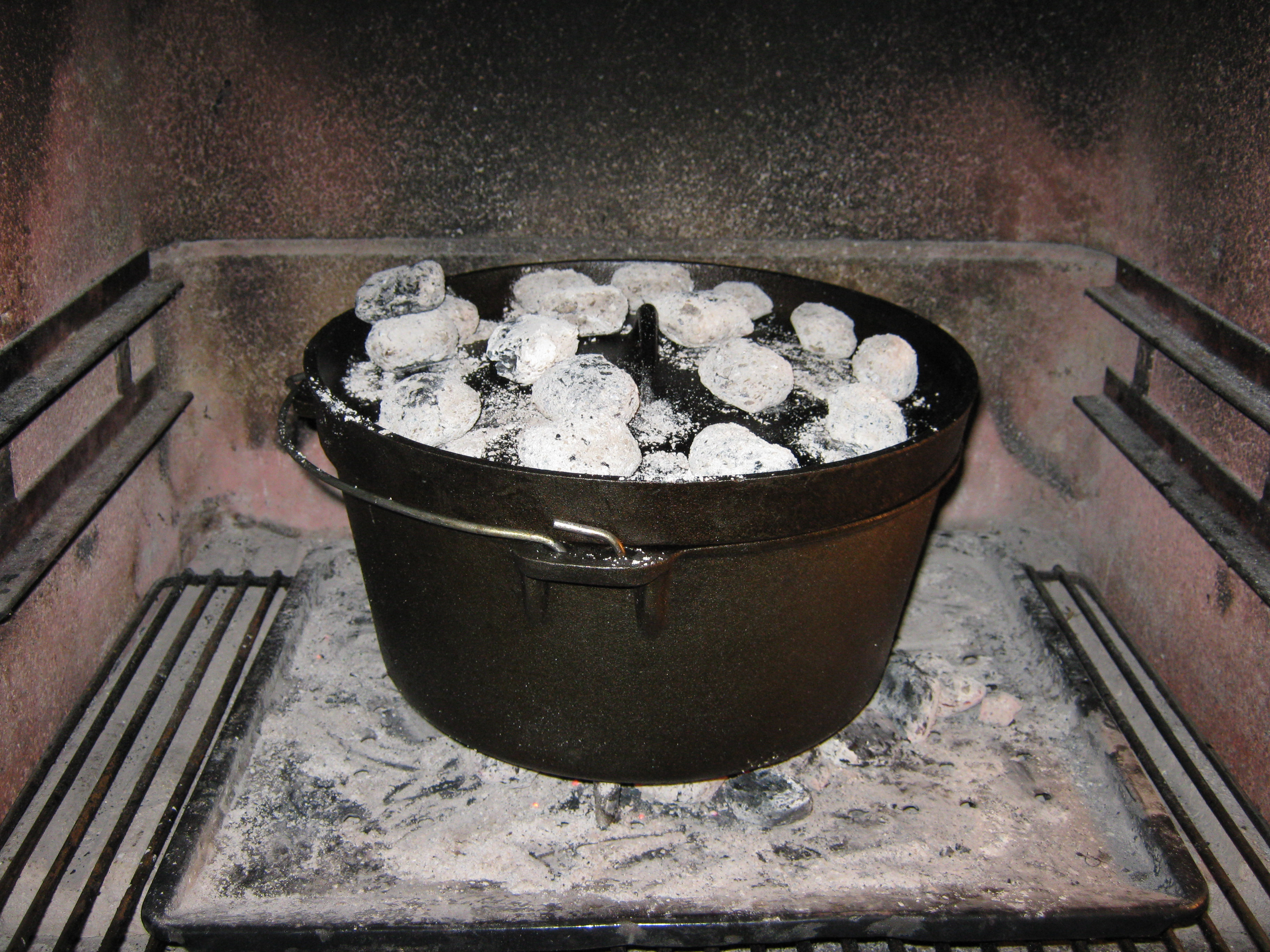
Dutch oven im Grillkamin
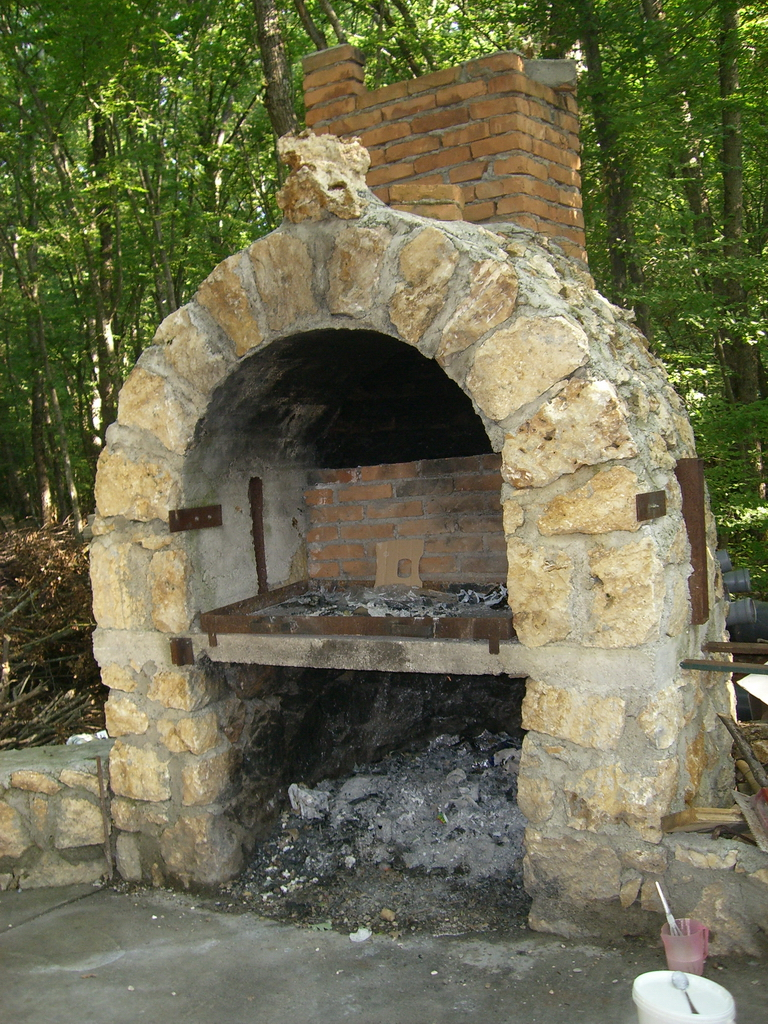
Traditionell gemauerter Kamingrill